# Donald Ramotar
Donald Ramotar (Caria Caria, Guyana; 22 de octubre de 1950) es un político guyanés que fue Presidente de Guyana entre 2011 y 2015. Fue el secretario general del Partido Progresista del Pueblo (PPP) de 1997 a 2013.

## Carrera política
Ramotar se unió al PPP en 1967 y fue elegido al Comité Central del PPP en 1979; se unió al Comité Ejecutivo en 1983. Recibió un título en Economía en la Universidad de Guyana. De 1988 a 1993, fue el Secretario Internacional de la Unión de Agricultores de Guyana. En la elección legislativa de Guyana de 1992, en la cual el PPP por medio de Cheddi Jagan ganó el poder por primera vez en décadas, Ramotar fue elegido a la Asamblea Nacional de Guyana; Ramotar fue reelecto de manera continua en ocasiones posteriores. Fue designado como el Secretario Ejecutivo de PPP en 1993. Luego de la muerte de Jagan en marzo de 1997, Ramotar fue elegido de manera unánime para sucederle como el Secretario General del PPP el 29 de marzo de 1997.
En el 29.º Congreso del PPP, fue reelecto para su Comité Central el 2 de agosto de 2008, recibiendo el cuarto lugar en cuanto a número de votos se refiere (637). Luego del Congreso, fue reelecto por el Comité Central como Secretario General el 12 de agosto de 2008 sin oposición alguna; también fue elegido para la directiva editorial del periódico del PPP, llamado "Thunder", para esta ocasión.
El 4 de abril de 2011, el Comité Central del PPP elige a Ramotar como el candidato presidencial del partido para las elecciones generales de Guyana, a celebrar en noviembre de ese mismo año. La decisión fue unánime; los otros candidatos se retiraron y de esa manera evitaron la necesidad de realizar una votación secreta. El gobierno anunció el 28 de abril de 2011 que Ramotar había sido seleccionado para el cargo de asesor político del presidente Bharrat Jagdeo; anteriormente Ramotar no había ejercido un cargo gubernamental. La oposición criticó la selección; argumentó que el gobierno apenas reaccionaba al criticismo de que efectivamente patrocinaba la candidatura de Ramotar al incluirlo en sus viajes oficiales, y después dándole un trabajo en el gobierno para verificar la situación. El gobierno argumentó que la inclusión de Ramotar en los viajes oficiales era aceptable debido a que el gobierno estaba aplicando las políticas del partido de gobierno, liderado por Ramotar.
La elección se efectuó el 28 de noviembre de 2011, y Ramotar fue declarado ganador cuando los resultados fueron anunciados el 1 de diciembre. Sin embargo, el PPP quedó a un escaño de obtener la mayoría parlamentaría, ganando 32 de los 65 escaños, queriendo decir esto que Ramotar ejercería su cargo de Presidente mientras dos partidos políticos de oposición poseerían juntos una mayoría de escaños en la Asamblea Nacional. Ramotar expresó una seria decepción con respecto al intento fallido de su partido político para ganar una mayoría, pero dijo "el electorado ha hablado, y tenemos que trabajar con lo que tenemos".